# セキュリン
セキュリン（英: securin）は、有糸分裂の中期から後期への移行と後期の開始の制御に関与するタンパク質である。染色体ペアの二方向型配置（bi-orientation）と紡錘体チェックポイントの不活性化の後、セキュリンを含む調節システムによる急激な刺激によって、高度に同調した染色体分離が誘導される。

## セキュリンとセパラーゼ

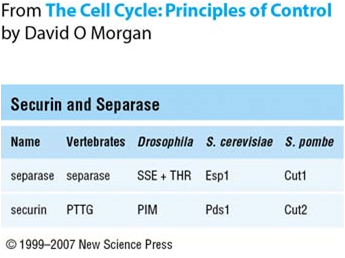
セキュリンとセパラーゼは広く保存されている。

セキュリンはもともと細胞質に存在し、2つの姉妹染色分体を連結しているコヒーシンのリングを分解するプロテアーゼであるセパラーゼに結合している。セパラーゼは後期の開始に重要である。このセキュリン-セパラーゼ複合体はセキュリンがCdk1によってリン酸化されている場合には維持され、APCによるユビキチン化を介したセキュリンの分解は阻害される。セキュリンが結合しているときには、セパラーゼは機能しない。
セキュリンとセパラーゼはどちらも広く保存されたタンパク質である。セパラーゼは、まずセキュリン-セパラーゼ複合体を形成しなければ機能することができない。これは、セキュリンがセパラーゼが機能的なコンフォメーションへ正しくフォールディングするのを助けているためである。しかしながら、酵母ではセキュリン欠失変異体でも後期が開始され、機能的なセパラーゼの形成にセキュリンは必要ではないようである。

## 後期の開始におけるセキュリンの役割

### 基本的機構

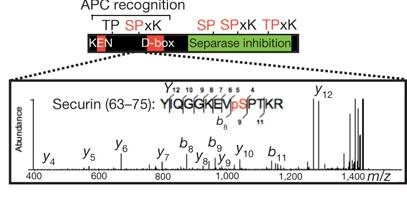
セキュリンに同定されている5か所のリン酸化部位

セキュリンはCdk1の標的となるリン酸化部位が5か所知られている。N末端のKen-boxとD-boxと呼ばれる領域は、APCによる認識とユビキチン化に影響を与えることが知られている。後期を開始するため、セキュリンはCdc14や他のホスファターゼによって脱リン酸化される。脱リン酸化されたセキュリンは、主にCdc20が結合したAPCによって認識される。APCCdc20複合体はセキュリンをユビキチン化し、26Sプロテアソームによる分解の標的とする。その結果セパラーゼは遊離し、コヒーシンを分解して染色体分離を開始することができるようになる。

### ネットワーク特性

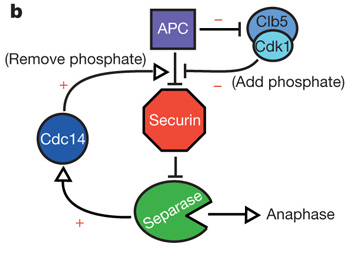
後期のスイッチ的な活性化を作り出すフィードバックループのネットワーク

セキュリンのスイッチ的な活性化によって急激にかつ協調的に後期を開始させるため、セキュリンは複数の調節インプットを統合すると考えられている。これには、スイッチ的挙動をもたらすためのポジティブフィードバックを含む、いくつかのフィードバックループからなるネットワークが関与している可能性が高い。スイッチ的挙動を生み出すシグナル伝達経路として提唱されているものの1つには、セパラーゼによるCdc14の活性化があり、セキュリンの脱リン酸化と分解がもたらされる。
セキュリンのN末端の2つのリン酸化部位が変異した出芽酵母系統や、セキュリンが欠失した系統では、4番染色体と5番染色体の分離時間が大幅に長くなることが判明している。さらに、これらの変異株では野生株と比較して非常に高い誤分離率を示す。スイッチ的特性は、後期における迅速で協調的な染色体分離の開始に必要である。このことは、後期が適切に進行するためには、セキュリンによるセパラーゼの強い不活性化の後、迅速にセキュリンの分解とセパラーゼの活性化が起こることが重要であることを意味している。セキュリンとセパラーゼは後期を調節するネットワークの一員であり、想定されるネットワークの図を下に示す。

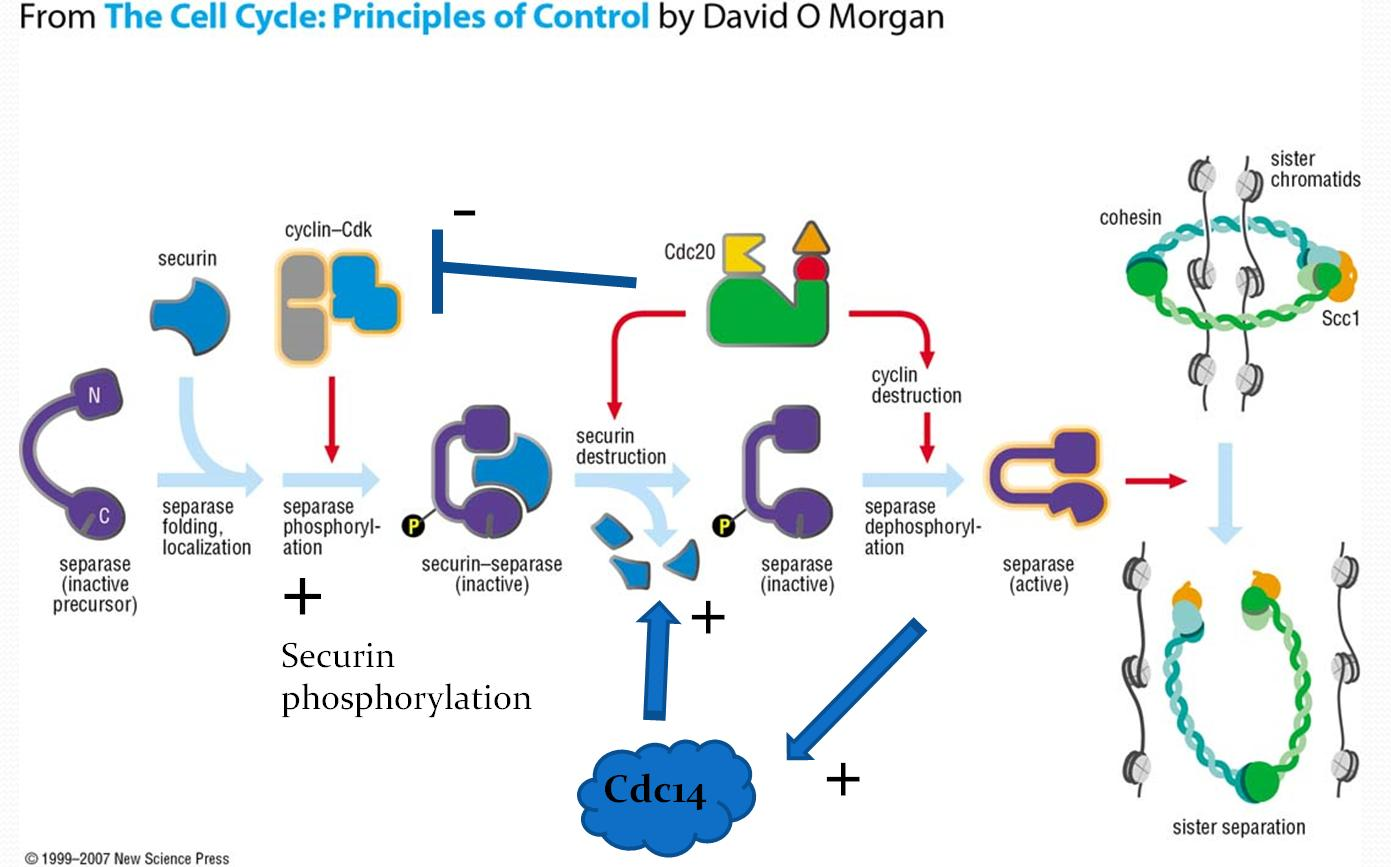
後期のスイッチ的な活性化を作り出す、セキュリンが関与する想定ネットワーク